# Popstar
La popstar (o pop star) è un cantante (o un musicista) di musica pop di successo, famoso al punto da poter essere considerato un'icona del suo genere musicale.
Le popstar con più successo e fama fino ad oggi sono state Michael Jackson  e Madonna (cantante)  chiamati ancora oggi nella cultura popolare "re e regina del pop". Il termine popstar tuttavia è riferito anche alle giovani icone come Britney Spears ("principessa del pop"), Lady Gaga, Miley Cyrus, Rihanna, One Direction, Katy Perry,  Ariana Grande, Taylor Swift, Girls' Generation riconosciute mondialmente come popstar per il successo delle loro canzoni in classifica, fanbase molto vasti (per esempio, gli swifties per Taylor Swift, i B-Army di Britney Spears, i Little Monsters di Lady Gaga, i KatyCats di Katy Perry, gli Smilers per Miley Cyrus e gli Arianators di Ariana Grande).